# Cerapterocerus emersoni
Cerapterocerus emersoni är en stekelart som beskrevs av Girault 1915. Cerapterocerus emersoni ingår i släktet Cerapterocerus och familjen sköldlussteklar. Inga underarter finns listade i Catalogue of Life.